# Micetismo

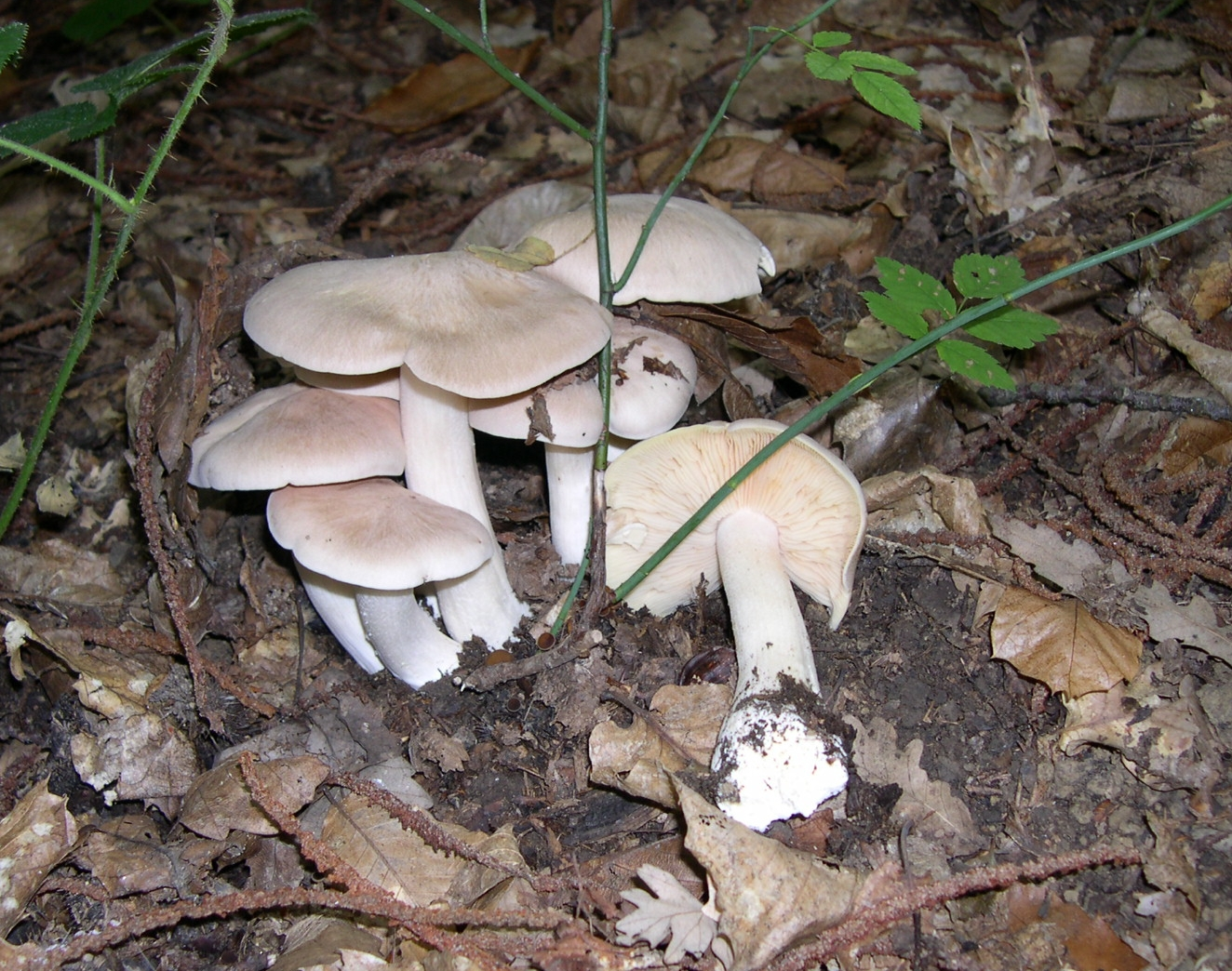
Entoloma sinuatum, um cogumelo muito venenoso

Micetismo é uma doença decorrente da ingestão (envenenamento) de cogumelos tóxicos. Espécies do gênero Amanita, por exemplo, produzem micotoxinas que podem causar lesão grave ou fatal do fígado e rins. Outros, como o Aspergillus flavus e bolores associados, são capazes de produzir a aflotoxina, uma substância mutagênica e carcinogênica.